# Elisabeth von Schmidt-Pauli
Elisabeth Nicoline Ida Agnes Marie von Schmidt-Pauli (geboren am 10. Oktober 1882 in Hamburg; gestorben am 26. Juli 1956 in München) war eine deutsche Schriftstellerin. Sie schrieb vor allem theologische und biographische Schriften und verarbeitete ihren Stoff auch in Jugendbüchern.

## Leben
Elisabeth von Schmidt-Pauli war die Tochter des Hamburger Kaufmanns Edgar von Schmidt-Pauli (1853–1920) und der ungarischen Freiin Josepha Fiath von Eörményes und Karansébes (1855–1945). Ihr Bruder war der Schriftsteller Edgar von Schmidt-Pauli (1881–1955). Sie war die erste weibliche Theologiestudentin an der Universität Bonn. Die Katholikin beendete ihren Bildungsweg in Straßburg und München und reiste kurz vor 1914 in die USA. Dort warb sie in religiösen Kreisen während des Kriegs um Spendengelder für Ostpreußen, sie erkrankte aber auch an Typhus und verlor das Gehör.
Wieder in Deutschland, begegnete sie Rainer Maria Rilke und Kardinal Michael von Faulhaber, über die sie umfangreiche Biographien schrieb. Sie beschrieb auch Bernhard von Clairvaux, Elisabeth von Thüringen, Niels Stensen und Maria Goretti. Mit einem historischen Roman über Christoph Kolumbus und Isabelle von Spanien legte sie auch ein umfangreiches Jugendbuch vor. Anfang der 1930er Jahre war sie mit der Schriftstellerin Annemarie Schwarzenbach befreundet.
Bis zur Zerstörung ihres Hauses im Zweiten Weltkrieg lebte Baroness Schmidt-Pauli in München, dann zog sie sich in ein Kloster zurück. In der Nachkriegszeit setzte sie sich für die internationale Jugendarbeit ein, vermittelte Austauschreisen in die USA und unterstützte unter anderem die Idee der Kinderdörfer.

## Werke (Auswahl)
Elisabeth von Schmidt-Pauli veröffentlichte über achtzig vornehmlich geistliche und liturgische Werke sowie religiöse Kinderliteratur. Mehrfach, teils bis in die heutige Zeit, aufgelegt wurden unter anderem:
- Jesus und ich bei der Heiligen Messe, Kirnach-Villingen 1931
- Pilgerin auf Erden, Berlin 1931
- Ich empfange den Heiligen Geist, Freiburg 1932
- Singender, klingender Weihnachtsweg, Freiburg 1934
- Die heilige Elisabeth, Meitingen 1935
- Passionsfeierstunde, 1935
- Die Rosen der kleinen hl. Theresia, Frankfurt/Main 1937
- Franz von Assisi, Frankfurt/Main 1938
- Vater, wir rufen Dich!, 1939
- Rainer Maria Rilke, Basel 1940
- Kolumbus und Isabella, 1941
- Pilger auf Erden, Kevelaer 1949
- Pius XII., die Hoffnung der Welt, Kevelaer 1952
- Die Heilige und ihr Mörder. Maria Gorettis Leben und Sterben, 1952